# Fustat

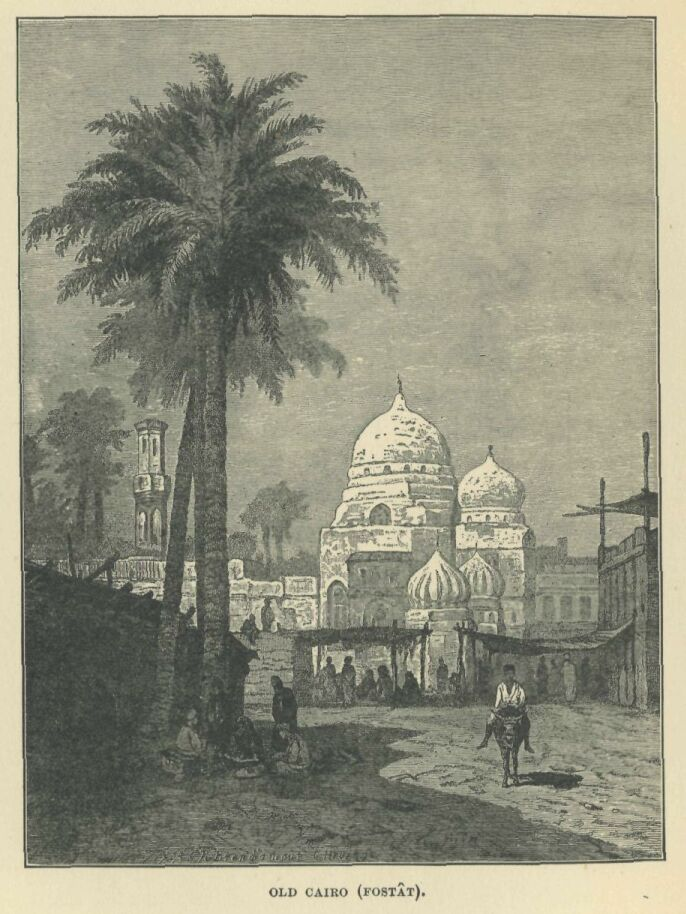
En teckning av Fustat, från Rappoports History of Egypt

Fustat  (även Fostat, Al Fustat, Misr al-Fustat och Fustat-Misr, och på arabiska الفسطاط) var Egyptens första huvudstad under arabiskt styre. Staden byggdes av den arabiske generalen Amr ibn al-As omedelbart efter arabernas erövring av Egypten år 641, och innehöll Amr ibn al-As-moskén, Egyptens första moské. Denna moské var även Afrikas första moské då utbredningen av islam inleddes med erövringen av Egypten.
Staden nådde sin höjdpunkt under 1100-talet, då befolkningen uppgick till omkring 200 000. Den fungerade som Egyptens administrativa centrum fram till dess att dess egen vesir, Shawar, lät bränna ned staden för att förhindra att dess rikedomar föll i händerna på de invaderande korstågssoldaterna. Lämningarna anslöts så småningom till det närliggande Kairo, som hade grundats norr om Fustat år 969 då de tunisiska fatamiderna erövrade regionen och grundade den nya staden som ett kungligt område för kalifen. Området låg sedan övergivet i hundratals år och användes som soptipp.
Idag är Fustat en del av Gamla Kairo, med ett fåtal kvarvarande byggnader från tiden som huvudstad, även om omfattande arkeologiska utgrävningar har ägt rum på platsen. Man har funnit en mängd äldre föremål som idag visas på Kairos museum över islamisk konst.

## Egyptisk huvudstad
Fustat fungerade från och till som Egyptens huvudstad under omkring 500 år. Efter stadens grundande 641 var dess position som ledande stad oomtvistad fram till 750, då abbasiderna revolterade mot umayyaderna. Denna konflikt utspelade sig inte främst i Egypten, utan i andra delar av arabvärlden, eftersom abbasiderna i takt med att deras makt ökade flyttade åtskilliga huvudstäder till mer lättkontrollerade områden. Centret för deras kalifat flyttades från Damaskus till Bagdad. I Egypten flyttade de huvudstaden från Fustat till det mer norrut liggande al-Askar. Denna stad förblev huvudstad 750-868, då ännu ett maktskifte inträffade, och huvudstaden flyttades till Al-Qatta'i. Detta förhållande varade emellertid endast till 905, då staden förstördes och Fustat återigen blev huvudstad, vilket den förblev fram till att vesiren Shawar lät bränna ned staden 1168, då huvudstaden flyttades till Kairo.

## Namnets ursprung
Stadens namn härstammar från det arabiska ordet fusṭāṭ (فسطاط) som betecknar ett större tält eller paviljong. Enligt traditionen bestämdes platsen för Fustat med hjälp av en fågel: En duva lade ett ägg i den muslimska erövraren Amr ibn al-Ass tält precis innan han skulle marschera mot Alexandria. Vid tillfället befann sig hans läger precis norr om det gamla romerska fästet Babylon. Amr hävdade att ägget var heligt, och man lämnade tältet orört då man begav sig av till striden. Efter att de återvände från den segerrika striden beordrade Amr sina soldater att slå ned sina tält bredvid hans eget, och gav sin nya huvudstad namnet Miṣr al-Fusṭāṭ, eller Fusṭāṭ Miṣr, ofta översatt till "Tältens stad", även om detta inte är en ordagrann översättning. Ordet Miṣr var ett antikt semitiskt ord som betecknade Egypten, men på arabiska kan det även betyda "stor stad" (eller, som ett verb, "att civilisera"), så namnet Miṣr al-Fusṭāṭ kan betyda "Tältens stora stad". Fusṭāṭ Miṣr skulle då ha betydelsen "Egyptens paviljong". Än idag kallar egyptier staden Kairo för "Miṣr", eller Maṣr, även om detta strikt sett är namnet på hela landet Egypten. Landets första islamiska moské, Amr-moskén, byggdes senare på samma plats som ledarens tält, år 642.

## Tidig historia
Egyptens huvudstad förflyttades under tusentals år mellan olika platser (till exempel Thebe och Memfis) upp och ned längs Nilen, beroende på vilken dynasti som för tillfället hade makten. Efter det att Alexander den Store erövrat Egypten omkring 331 f.Kr. blev huvudstaden Alexandria, en stad som för övrigt fick sitt namn efter honom. Denna förblev huvudstad i Egypten i nästan tusen år, fram till dess att den arabiska kalifen Umars armé erövrade regionen under 600-talet, kort efter Muhammeds död. Då Alexandria föll i september 641 uppstod behovet av en ny huvudstad, men kalifen Umar bestämde att denna inte fick bli Alexandria, då den staden låg långt väster om Nildeltat och Umar inte ville ha en stor vattenmassa mellan sin nya huvudstad och arabvärlden, av strategiska skäl. Således grundade Amr ibn al-As, arméns högsta befälhavare, en ny huvudstad öster om floden.
Stadens ursprungliga befolkning utgjordes av naturliga skäl mestadels av soldater och deras familjer, och staden var även i övrigt uppbyggd som en befästning: Amr tänkte att Fustat skulle fungera som en bas varifrån erövrandet av Nordafrika skulle ske, och även fortsatta kampanjer mot Bysans. Staden förblev arabernas huvudsakliga bas för ytterligare erövringar fram till dess att Kairouan grundades i Tunisien år 670.
Fusat utvecklades till en rad stamområden, khittas, omkring moskén och administrativa byggnader. Majoriteten av alla bosättare kom från Jemen, och den nästa största gruppen från västra delen av det arabiska området, tillsammans med en del judar och romerska legosoldater. I Egypten talade man i allmänhet arabiska, som även fungerade som skriftspråk, även om man i Fustat talade koptiska så sent som under 700-talet.
Fustat var Egyptens maktcentra under den umayyadiska dynastin, som inleddes med Muawiyah I:s styre. Egypten betraktades dock vid denna tid som blott en provins för större makter, och styrdes av personer som utvalts från andra muslimska centra som Damaskus, Medina och Bagdad. Staden var däremot inte liten; under 800-talet hade den en befolkning som uppgick till omkring 120 000 invånare. Men när general Gawhar från Tunisisen erövrade regionen inledde detta en ny era där Egypten var centrum för sin egen makt. Gawhar grundade en ny stad precis norr Fustat den 8 augusti 969, med namnet Al Qahira (Kairo), och år 971 flyttade den fatimidiske kalifen al-Mo'ezz sitt hov från al-Mansuriya i Tunisien till Gawhars nygrundade stad. Tanken med Kairo var dock inte att staden skulle bli ett maktcentra -- det var främst tänkt att fungera som en kunglig inhägnad för kalifen och hans hov och armé, medan Fustat skulle förbli huvudstad i termer av ekonomisk och administrativ makt. Staden blomstrade och växte, och 987 skrev geografen Ibn Hawkal att al-Fustat var uppskattningsvis en tredjedel så stort som Bagdad. År 1168 uppgick stadens befolkning till 200 000 invånare.

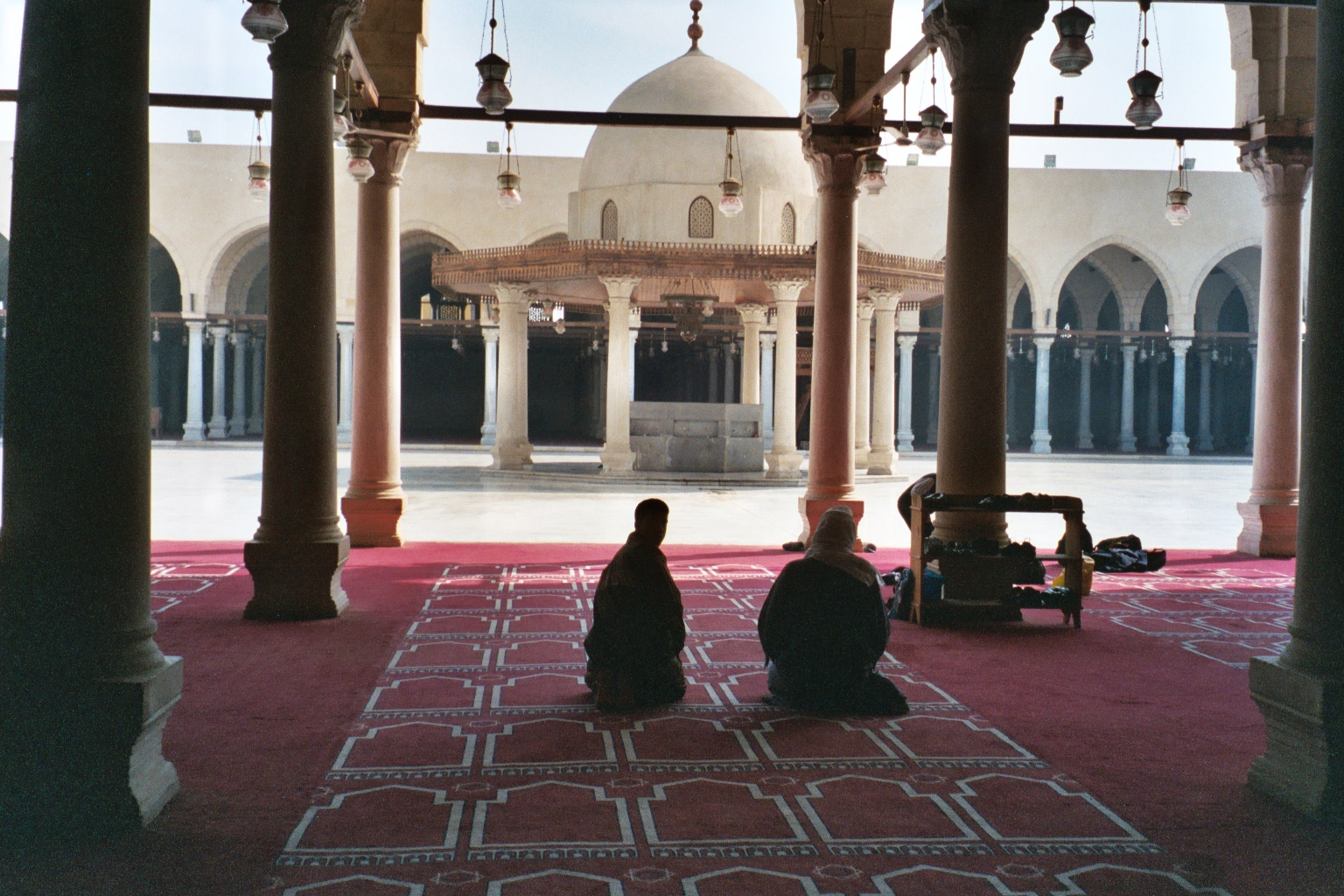
Amr-moskén. Denna moské var den första som byggdes i Egypten, och det var på detta område som befälhavaren Amr ibn al-As slog ned sitt tält och staden Fustat byggdes. Idag finns dock inga lämningar av den ursprungliga moskén.

Staden var känd för sitt välmående, med sina färgrika gator, trädgårdar och marknader. Det talades om hus som var sju våningar höga och inhyste hundratals människor. Den persiske upptäcktsresanden Nasir-i-Khusron skrev om exotiska och vackra varor på Fustats marknader: regnbågsskimrande keramik, kristallglas, och en mängd olika frukter och blommor till salu, även under vintermånaderna. Från 975 till 1075 var Fustat det huvudsakliga produktionscentrat för islamisk konst och keramik, och en av världens rikaste städer.En rapport hävdade att staden betalade skatter som motsvarade 150 000 amerikanska dollar per dag, till administrationen i Kalif Mo'ezz. Moderna arkeologiska utgrävningar har funnit föremål från så fjärran platser som Spanien, Kina och Vietnam. De har även hittat avancerade hus- och gatstrukturer; en grundenhet bestod av rum byggda omkring en central innegård.

## Förstörelse och nedgång
I mitten av 1100-talet var Egyptens kalif tonåringen Athid, men han hade främst en ceremoniell position. Makten låg istället hos vesiren Shawar. Han hade varit involverad i omfattande politiska intriger under åratal, i ett försök att motarbeta de framgångar som skördats av kristna korsfarare och den syriske kalifen Nur al-Din. Shawars strategi gick ut på att ständigt byta allians mellan de två, spela ut dem mot varandra och i praktiken hålla de i ett dödläge där ingendera kunde attackera Egypten utan att blockeras av den andra.
År 1168 lyckades emellertid den kristna kungen Amalrik I av Jerusalem, efter åratal av upprepade försök, attackera Egypten för att utöka korsfararnas område. Tillsammans med sin armé marscherade han över gränsen till Egypten, plundrade staden Bilbays, slaktade nästan alla dess invånare och fortsatte mot Fustat. Hans armé slog läger söder om staden och skickade därefter ett meddelande till den unge egyptiska kalifen Athid, arton år gammal, om att ge upp staden eller möta samma möte som Bilbeis.

När Shawar insåg att Amalriks attack var så nära förestående lät han bränna ned staden, för att förhindra att den föll i Amalriks händer. Den egyptiske historikern Al-Maqrizi (1346-1442) om detta:
| ” | Shawar beordrade att Fustat skulle evakueras. Han tvingade [invånarna] att lämna sina pengar och egendom och tillsammans med sina barn fly för livet. I utvandringens panik och kaos tedde sig den flyende massan som en massiv spökarmé... Vissa tog sin tillflykt i moskéer och badhus... avvaktandes en kristen slakt liknande den i Bilbeis. Shawar sände 20 000 nafta och 10 000 ljusbomber [mish'al] och delade ut dem i staden. Lågor och rök omslöt staden och steg upp i himlen i en fruktansvärd scen. Eldsvådan varade i 54 dagar... | „ |

Efter förstörelsen av Fustat anlände de syriska styrkorna och slog tillbaka Amalriks trupper. Efter att de kristna begett sig av lyckades syrierna erövra Egypten själva. Den opålitlige Shawar avrättades och därmed var fatamidernas styre i praktiken förbi. Den syriske generalen Shirkuh fick makten men dog av dålig hälsa några månader senare. Hans efterträdare blev hans egen brorson Saladin, som blev Egyptens vesir den 2 mars 1169, vilket inledde den ayyoubidiska dynastin.
Då Fustat nu hade förvandlats till en utdöende förort flyttades maktcentrat till Kairo för gott. Saladin försökte senare förena Kairo och Fustat till en stad genom att bygga en gemensam mur, men detta lyckades inte i slutändan.
Då mamlukerna hade makten i Egypten från 1200-talet till 1500-talet användes Fustat som sophög, även om den fortfarande inhyste en befolkning på flera tusen, där de vanligaste sysselsättningarna var keramikrelaterat arbete och sopsamlande. Lagrena av sopor utökades under hundratals år, och befolkningen minskade successivt. Den en gång blomstrande staden blev nu i princip ett sopområde.

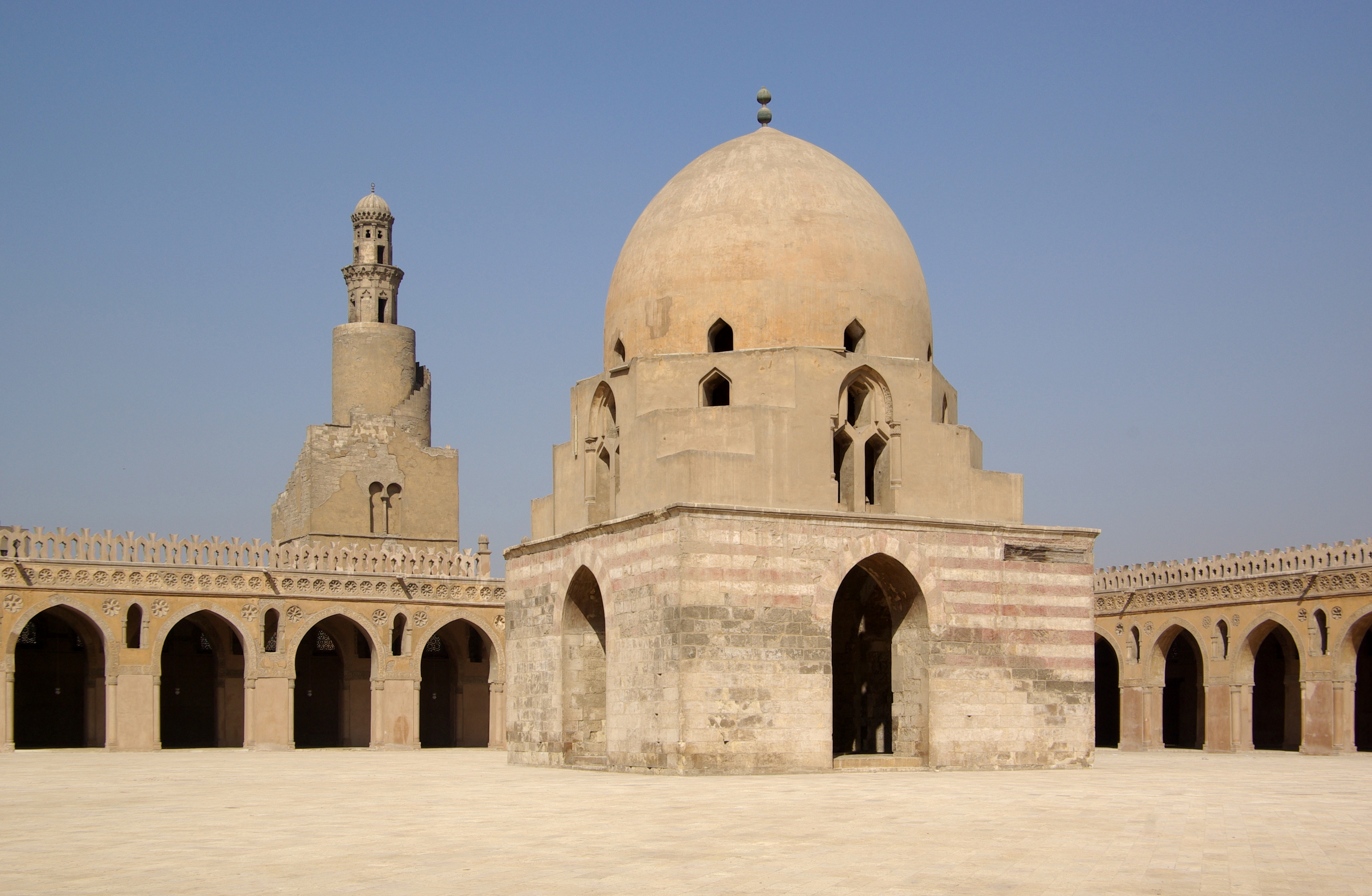
Ibn Tulun-moskén, den enda kvarvarande byggnaden från Al-Qatta'i.

## Dagens Fustat
Idag återstår inte mycket av den gamla staden. De tre huvudstäderna Fustat, Al-Askar, Al-Qatta'i anslöts till den växande staden Kairo. Vissa av de gamla byggnaderna kan fortfarande ses i stadsdelen som ibland kallas "Gamla Kairo", men det mesta har övergivits och förfallit.
Området äldsta överlevande byggnad är antagligen Ibn Tulun-moskén från 800-talet, som byggdes när huvudstaden var i Al-Qatta'i. Egyptens (och Afrikas) första moské, Amr-moskén, används fortfarande, men har genomgått omfattande reparationer under århundradena, och ingenting av den ursprungliga moskén finns kvar.
Man tror att ytterligare arkeologiska utgrävningar skulle kunna resultera i stora mängder fynd, med tanke på att den ursprungliga staden är täckt av skräp från hundratals år. Vissa arkeologiska utgrävningar har ägt tum, vissa delar av gatorna syns fortfarande och en del byggnader har delvis återskapats. Men platsen är svåråtkomlig och farlig på grund av närliggande slumområden. En del föremål som har återfunnits kan idag betraktas vid Kairos museum över islamisk konst.